# Ford Squire
La Ford Squire è un'automobile familiare prodotta dalla Ford per il mercato britannico tra il 1955 e il 1959.

## Contesto
La Squire era una familiare due porte che era la controparte della berlina Ford Prefect 100E della quale condivideva lo stesso motore a valvole laterali da 1.172 cm³ di cilindrata e 36 hp (27 kW) e altri componenti quali gli interni. La trasmissione era a tre marce. La Squire era lunga 3.606 mm, larga 1.536 mm, alta 1.600 mm e con un interasse di 2.209 mm.

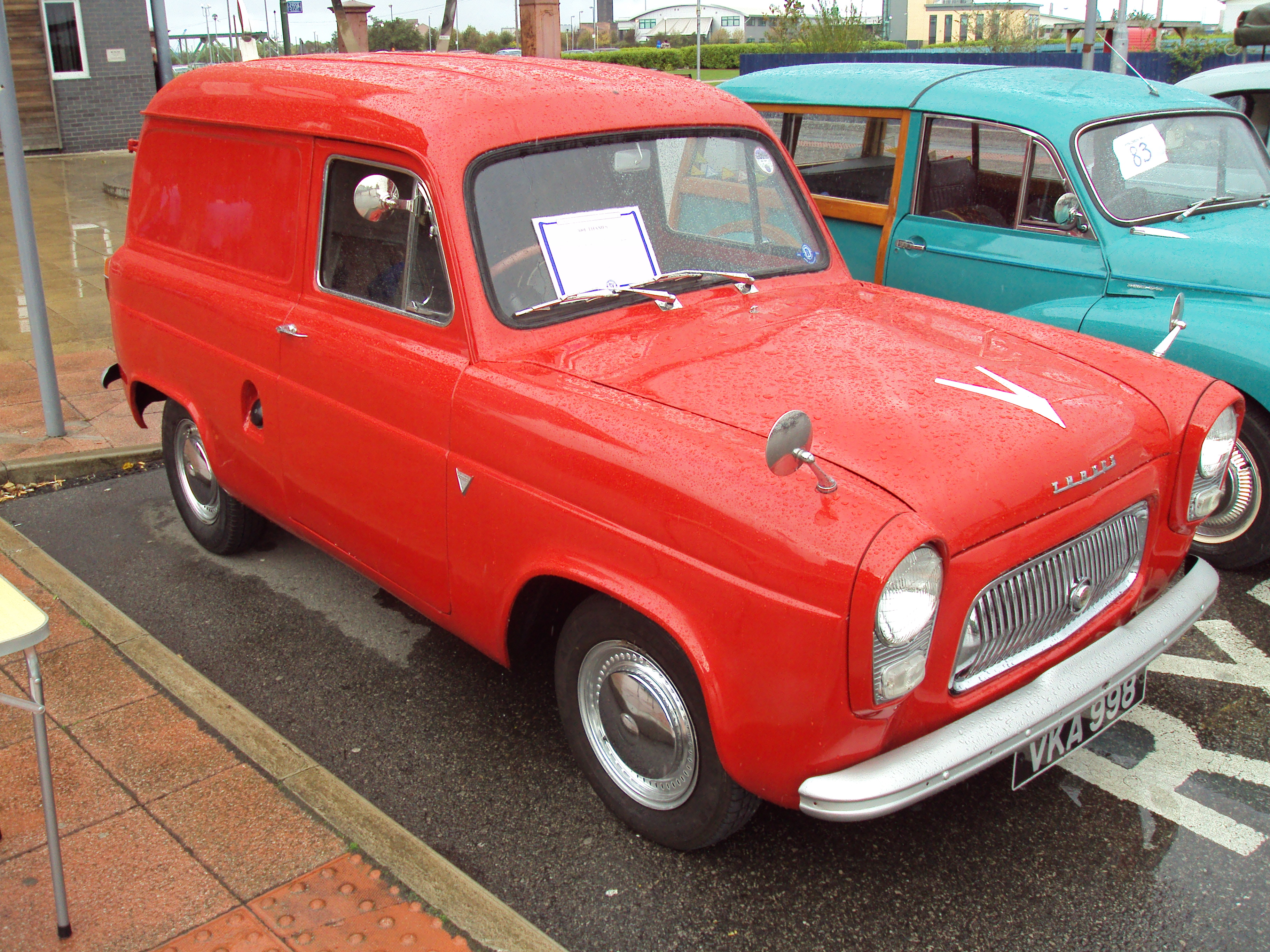
Una Ford Thames 300E

La Squire era più corta della Prefect e della Anglia 100E due porte. Le portiere anteriori erano più corte di quelle del modello a quattro porte in quanto della carrozzeria della Squire era stata ottimizzata per una versione furgonata, venduta come Thames 300E, mentre il portellone posteriore era composto da due parti singole divise sul piano orizzontale. Anche il sedile posteriore poteva essere ripiegato verso il basso per trasformare la configurazione degli interni da quattro posti in trasporto merci. Fino al 1957 erano presenti, sui fianchi della vettura, delle modanature in legno. La Squire condivideva lo stesso segmento di mercato con la Hillman Husky e della Austin A30/A35. In totale ne furono realizzati 17.812 esemplari e si dimostrò un modello di successo anche in confronto con vetture familiari più grandi.
La versione più economica della Squire era la Ford Escort 100E, nome utilizzato per la prima volta dalla Ford GB, il quale diventerà famoso in seguito con il modello dalla stessa denominazione  (Ford Escort), prodotto in Europa a partire dagli anni '60 e negli Stati Uniti negli anni '80.
La prima Escort aveva la stessa parte meccanica della familiare basata sull'Anglia,con allestimento semplificato. Si dimostrò molto popolare con 33.131 esemplari prodotti tra il 1955 e il 1961.
Nel 1955 la rivista British Motor provò nel 1955 una Squire registrando una velocità massima di 112 km/h (69,9 miglia orarie) ed accelerava da 0 a 80 km/h (0-50 miglia orarie) in 20,2 secondi. Il consumo si attestava sui 7,91 L per 100 chilometri. Comprese tasse e il riscaldamento, che era optional, il prezzo di acquisto era di 668 sterline.